# 地獄への道は善意で舗装されている

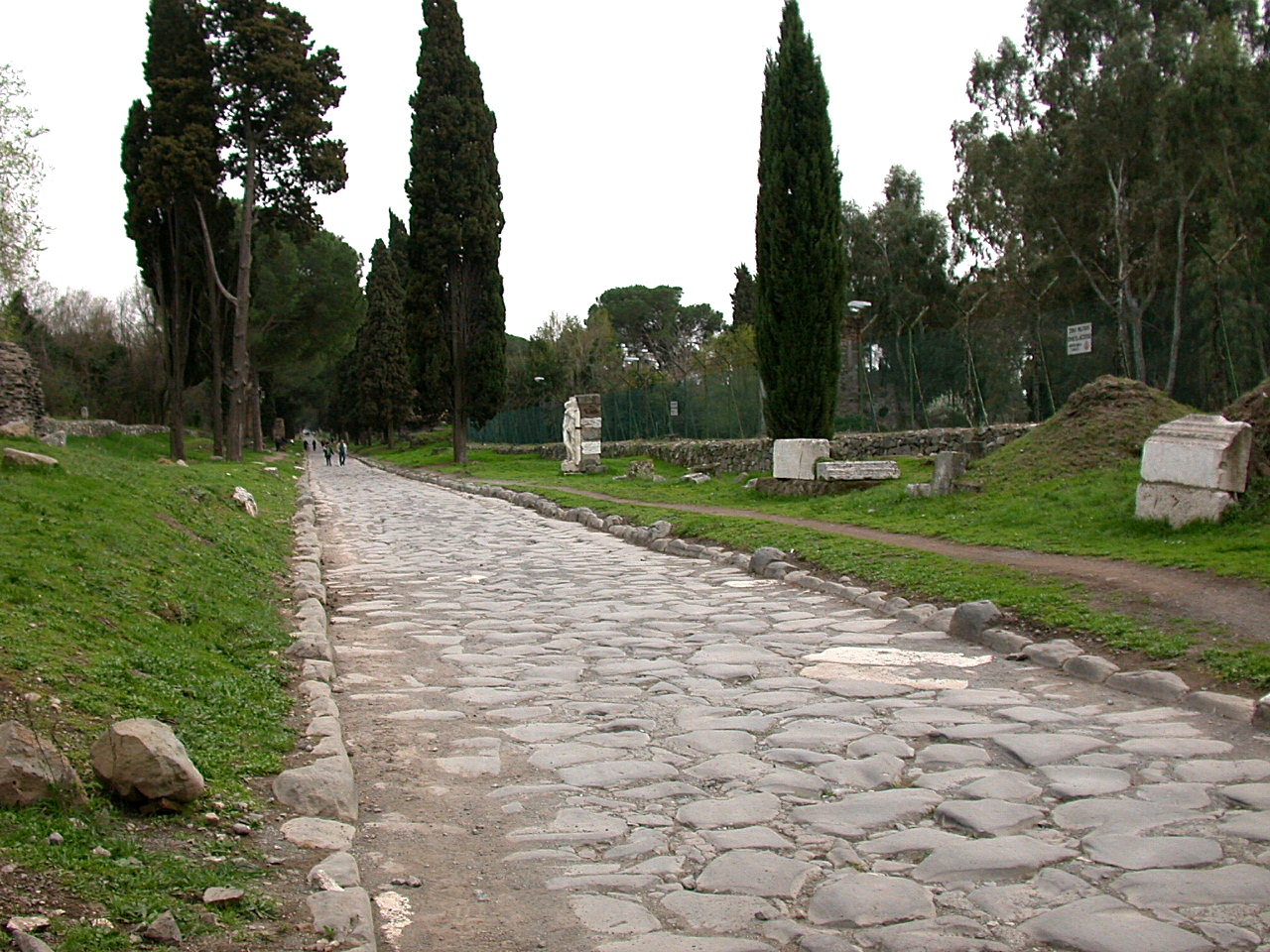
この道の先は地獄か、それとも……

「地獄への道は善意で舗装されている」（じごくへのみちはぜんいでほそうされている）、または「地獄への道は善意で敷き詰められている」（じごくへのみちはぜんいでしきつめられている、英: The road to hell is paved with good intentions）はヨーロッパのことわざ、格言。別の形として、「地獄は善意で満ちているが、天国は善行で満ちている」（じごくはぜんいでみちているが、てんごくはぜんこうでみちている）（英: Hell is full of good meanings, but heaven is full of good works）もある。

## 由来

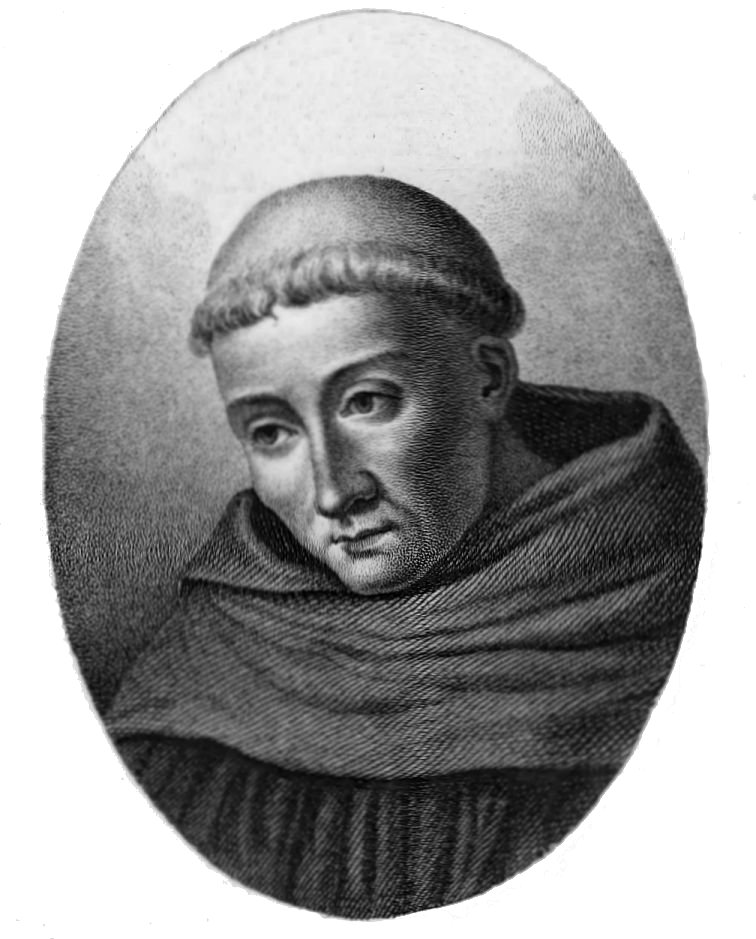
聖ベルナルドゥス

このことわざは、第2回十字軍を推進したクレルヴォーのベルナルドゥスが「地獄は善意や欲望（あるいは、「良い願い」）で満ちている」("L'enfer est plein de bonnes volontés ou désirs") と書いた (1150年ごろ) ことが由来となっていると考えられている。それより前に書かれたものとしては、ウェルギリウスのアエネーイスで「地獄へ下るのはたやすい」("facilis descensus Averno") というのもある。

## 意味
この句の一般的な解釈は、悪事または悪意は善意によって隠されているものだ、というものである。あるいは、善意でなされた行為であったとしても、その実行により意図せざる結果が招かれる、というものである。例えば、20世紀には自然環境の改善のために外来種を導入することがあったが、当初には予期できなかった繁殖と行動からかえって環境を破壊する結果になった。
もう一つの意味としては、個人が善意の行動を取ろうと考えても、先延ばしや怠惰によって実際にその行動を取るのに失敗してしまうというものである。すなわちこの句は、善意は最後までやりきらない限り意味がないという警句となっている。

## 研究
ペーター・ゴルヴィツァー、パスカル・シーラン（Paschal Sheeran）、シェイナ・オーベル（Sheina Orbell）らによって実施された、タスク完結に対する意図の効果についての心理学的研究では、この句にはいくばくかの真実が含まれていることを示している。完璧主義者は特に、意図が裏目に出る傾向にある。人は、自分の行為が他者の行為よりも、より善意によるものだと解釈する傾向にある、と主張する人もいる。
集団の倫理的な行動を改善しようとする試みは、よく失敗に終わることが多い。そういった試みとして法律の制定を利用すると、人々は望ましい行動に改善するよりも、法の条文をそのまま遵守しようとする。交渉において、他者の視点を理解するように促されたグループは、指示を受けなかった人に比べて成績が悪かった。刑罰への恐れが、行動をより道徳的であるよりも、より道徳的でない方にさせる可能性もある。企業倫理についての研究によれば、ほとんどの誤ちは、悪意に直接に由来するものではなく、むしろ過ちを犯すと予期していなかった人によってなされるという。
利他主義についてスティーブン・ガラード・ポストはこう書いている。善意というものは、えてして見かけ通りのものではなく、人類はふつう表向きの理由ほど立派ではない、利己的な動機で行動する――「もし地獄への道が善意で舗装されているとすれば、その理由の一つは、大抵の人が選ぶのがまさにそのような道だからだ」

## アートにおける言及
この成句を使った作家には、シャーロット・ブロンテ、バイロン、サミュエル・ジョンソン 、サミュエル・テイラー・コールリッジ、ウォルター・スコット 、セーレン・キェルケゴール、カール・マルクスなどがいる。
映画『地獄のハイウェイ』では、あるシーンでこの成句が文字通りの意味で使われている。“The Good Intentions Paving Company” (善意舗装会社) では何人ものアンディ・ウォーホルがチームにいて、善意の魂をすり潰して舗装に替えているのである。ある魂は「夫の社会人としてのキャリアを伸ばすために夫の上司とも寝た」と言っている。何人かのキャラクターが主役ふたりに「地獄への道」の路上で手助けを申し出ているため、このフレーズの比喩的な意味もまた脚本の主要な部分になっているといえる。とはいえそれらの登場人物にははすべて隠れた動機があった。
オジー・オズボーンは、アルバム「ダイアリー・オブ・ア・マッドマン」に収録されている「トゥナイト」でこの言葉を使っている。P!NKは2006年の曲 "Dear Mr. President" のなかで、落ちこぼれをつくらないための初等中等教育法（No Child Left Behind Act、NCLB法）に言及してこの成句を用いている。マドンナは、11枚目のスタジオ・アルバム「ハード・キャンディー」からシングルカットされた2008年のシングル "4 Minutes"でこのフレーズを使っている。同作ではジャスティン・ティンバーレイク、ティンバランドと共演した。イギリス人音楽プロデューサーのVegynは、2024年にこの諺をタイトルとした7作目のオリジナルアルバム『The Road to Hell Is Paved with Good Intentions』をリリースしている。